# Shaquil Barrett
Shaquil Akeem „Shaq“ Barrett (geboren am 17. November 1992 in Baltimore, Maryland) ist ein ehemaliger US-amerikanischer American-Football-Spieler auf der Position des Outside Linebackers. Er spielte College Football für die University of Nebraska Omaha und die Colorado State University. In der National Football League (NFL) spielte Barrett von 2014 bis 2018 für die Denver Broncos, mit denen er den Super Bowl 50 gewann. Mit den Tampa Bay Buccaneers, für die Barrett von 2019 bis 2023 spielte, war er im Super Bowl LV siegreich.

## College
Barrett spielte ab 2010 Football am College für die University of Nebraska Omaha in der Division II, die jedoch 2011 ihr Footballprogramm einstellte. Daher wechselte Barrett auf die Colorado State University, das einzige College aus der Division I, das Interesse an Barrett zeigte. Dort spielte er von 2011 bis 2013. In seinem letzten College-Jahr wurde Barrett zum Defensive Player of the Year in der Mountain West Conference gewählt.

## NFL
Barrett wurde nicht im NFL Draft 2014 ausgewählt, woraufhin die Denver Broncos ihn als Free Agent unter Vertrag nahmen. Vor Saisonbeginn wurde Barrett im Rahmen der Kaderverkleinerung auf 53 Spieler entlassen und in der Folge in den Practice Squad aufgenommen. Nach einem Jahr im Practice Squad schaffte er es in der Saison 2015 in den 53-Mann-Kader, nachdem er in der Preseason mit vier Sacks sein Team in dieser Statistik anführte. In seiner ersten NFL-Saison verzeichnete Barrett 50 Tackles, 5,5 Sacks und vier erzwungene Fumbles. Am Ende der Saison erreichte er mit den Broncos den Super Bowl 50, den sie mit 24:10 gegen die Carolina Panthers gewannen. In diesem Spiel kam Barrett als dritter Outside Linebacker hinter Von Miller und DeMarcus Ware zum Einsatz und musste das Feld wegen des Verdachts auf Gehirnerschütterung im dritten Viertel vorübergehend verlassen. Zuvor gelang ihm ein Tackle.
In den folgenden beiden Jahren entwickelte sich Barrett zu einem etablierten Spieler in der Defense der Broncos, 2017 spielte er bei etwa 63 % aller defensiven Spielzüge. Zudem wurde er auch in den Special Teams eingesetzt.
Nach der Saison 2018 verlängerten die Broncos seinen Vertrag nicht. Am 15. März 2019 unterschrieb Barrett einen Einjahresvertrag bei den Tampa Bay Buccaneers.
Beim 20:14-Sieg der Buccaneers über den Divisionsrivalen Carolina Panthers am zweiten Spieltag der Saison 2019 konnte Barrett den gegnerischen Quarterback dreimal sacken, wofür er als NFC Defensive Player of the Week ausgezeichnet wurde. Im darauffolgenden Spiel gegen die New York Giants, das die Buccaneers knapp verloren, konnte Barrett vier Sacks erzielen und zwei Fumbles erzwingen. Mit seinen vier Sacks in einem Spiel egalisierte er den Franchise-Rekord der Buccaneers. Zudem ist er nach Mark Gastineau (1984) der zweite Spieler in der NFL, dem in den ersten drei Spielen acht Sacks gelangen. Am 17. Dezember 2019 wurde Barrett erstmals für den Pro Bowl nominiert. Mit 19,5 Sacks führte Barrett die Liga 2019 an und erhielt den Deacon Jones Award.
Nach der Saison hielten die Buccaneers Barrett per Franchise Tag, was ihm rund 15,9 Millionen Dollar für die Saison 2020 einbrachte. Er spielte in 15 Spielen der Regular Season und erzielte dabei acht Sacks. Er gelangte mit den Buccaneers in den Super Bowl LV, den sie mit 31:9 gegen die Kansas City Chiefs gewannen.
Im März 2021 einigte sich Barrett mit den Buccaneers auf einen Vierjahresvertrag über 72 Millionen Dollar, davon 36 Millionen garantiert. Er verpasste in der Saison 2021 zwei Partien und erzielte zehn Sacks, womit er sein Team in dieser Statistik anführte. Zudem wurde Barrett zum zweiten Mal in den Pro Bowl gewählt. In der Saison 2022 zog Barrett sich am achten Spieltag gegen die Baltimore Ravens einen Achillessehnenriss zu und fiel daher für den Rest der Saison aus. Zuvor gelangen ihm in acht Spielen drei Sacks. In der Saison 2023 verzeichnete Barrett 4,5 Sacks und einen Interception-Return-Touchdown über 4 Yards. Am 13. März 2024 wurde Barrett von den Buccaneers entlassen.
Nach seiner Entlassung bei den Buccaneers gaben die Miami Dolphins Barrett einen Einjahresvertrag über bis zu neun Millionen US-Dollar. Allerdings gab er noch vor Saisonbeginn am 20. Juli 2024 sein Karriereende bekannt, um mehr Zeit mit seiner Familie zu verbringen.

### NFL-Statistiken
| Saison                             | Saison | Spiele | Spiele      | Tackles | Tackles | Tackles | Tackles | Interceptions | Interceptions | Interceptions | Interceptions | Interceptions | Fumbles | Fumbles | Fumbles |
| Jahr                               | Team   | Spiele | als Starter | Gesamt  | Solo    | Att     | Sacks   | PD            | INT           | Yds           | Lng           | TD            | FF      | FR      | TD      |
| ---------------------------------- | ------ | ------ | ----------- | ------- | ------- | ------- | ------- | ------------- | ------------- | ------------- | ------------- | ------------- | ------- | ------- | ------- |
| 2015                               | DEN    | 16     | 6           | 50      | 35      | 15      | 5,5     | 4             | 0             | 0             | 0             | 0             | 4       | 2       | 0       |
| 2016                               | DEN    | 16     | 0           | 36      | 23      | 13      | 1,5     | 2             | 0             | 0             | 0             | 0             | 1       | 0       | 0       |
| 2017                               | DEN    | 16     | 9           | 37      | 31      | 6       | 4,0     | 0             | 0             | 0             | 0             | 0             | 2       | 1       | 0       |
| 2018                               | DEN    | 13     | 0           | 28      | 22      | 6       | 3,0     | 1             | 0             | 0             | 0             | 0             | 0       | 0       | 0       |
| 2019                               | TB     | 16     | 16          | 58      | 45      | 13      | 19,5    | 2             | 1             | 4             | 4             | 0             | 6       | 0       | 0       |
| 2020                               | TB     | 15     | 15          | 57      | 43      | 14      | 8,0     | 3             | 0             | 0             | 0             | 0             | 2       | 0       | 0       |
| 2021                               | TB     | 15     | 15          | 51      | 37      | 14      | 10,0    | 4             | 1             | 3             | 3             | 0             | 3       | 2       | 0       |
| 2022                               | TB     | 8      | 8           | 31      | 20      | 11      | 3,0     | 0             | 0             | 0             | 0             | 0             | 1       | 0       | 0       |
| 2023                               | TB     | 16     | 16          | 52      | 33      | 19      | 4,5     | 2             | 1             | 4             | 4             | 1             | 3       | 0       | 0       |
| Gesamt                             | Gesamt | 131    | 85          | 400     | 289     | 111     | 59,0    | 18            | 3             | 11            | 4             | 1             | 22      | 5       | 0       |
| Quelle: pro-football-reference.com |        |        |             |         |         |         |         |               |               |               |               |               |         |         |         |